# Culex eschirasi
Culex eschirasi är en tvåvingeart som beskrevs av Galliard 1931. Culex eschirasi ingår i släktet Culex och familjen stickmyggor. Inga underarter finns listade i Catalogue of Life.